# Șipote
Şipote é uma comuna romena localizada no distrito de Iaşi, na região de Moldávia. A comuna possui uma área de 90.18 km² e sua população era de 5459 habitantes segundo o censo de 2007.